# Umi.'s flora and fauna GUIDE
「umi.'s flora and fauna GUID」（ウミズフローラアンドファウナガイド）は、ドゥードゥルアート作家umi.の画集である。サブタイトルは「umi.の動植物図鑑」。2016年8月13日にソラノイエより初版発行されている。ISBN 978-4-9909142-0-2

## 概要
収録内容は全て植物と動物をモチーフとして描かれた作品で、全作品に英語と日本語の注釈が付されている。『動物』モノクロ11点原画、人と称したumi.自身の『ポートレート』カラー写真1点、『動物』カラー8点原画、『動物』を含めた風景画カラー1点、『赤ずきん』3点原画、『植物』をモチーフにした11点原画、『ファンタジー』6点原画。絵本挿絵4点、戯曲挿絵7点、作品写真15点、クリエイターズスタンプの見本など100点以上の絵が掲載されている。
帯より「umi.の前に現れたイキモノ達への悲しみと希望のメモ」と評した。

## スタッフ
- 平成28年8月13日 初版発行
- 著者：umi.
- 翻訳：mayumi
- 発行所：ソラノイエ
- 製作協力：Miyu Naitou